# Campanile (gasterópodo)
Campanile es un género de gasterópodos marinos de la familia Campanilidae. Fue descrito por Paul Henri Fischer en 1884.

## Especies
- † Campanile auvertianum
- † Campanile brookmani Cox, 1930
- † Campanile claytonense
- † Campanile cornucopiae
- † Campanile dilloni
- † Campanile elongatum
- † Campanile giganteum (Lamarck, 1804)
- † Campanile gigas Martin, 1881
- † Campanile greenellum
- † Campanile hebertianum
- † Campanile houbricki[6]
- † Campanile parisiense
- † Campanile paratum
- Campanile symbolicum Iredale, 1917[7]
- † Campanile tchihatcheffi d’Archiac, 1850
- † Campanile trevorjacksoni Portell y Donovan, 2008[8][9]
- † Campanile uniplicatum (d'Orbigny, 1850)
- † Campanile villaltai